# أندرو باينز
أندرو باينز (بالإنجليزية: Andrew Baines) هو منتج أفلام ورسام ومخرج أسترالي، ولد في 17 يونيو 1962 في كولشيستر في المملكة المتحدة.